# 8×27mmR
O 8×27mmR ou 8mm/92 é um cartucho de fogo central com aro usado no revólver M1892 de 8 mm e nas armas de mão baratas fabricadas na Bélgica e na Espanha, geralmente cópias do próprio revólver Modèle d'Ordonnance ou de armas de fogo estrangeiras de boa reputação (Colt Police Positive, Nagant M1895, Rast & Gasser M1898 ou S&W Model 10).

## Características

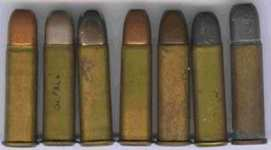
Alguns exemplares do 8×27mmR com diferentes cargas.

Suas dimensões são próximas às do Gasser de 8 mm. Seu projétil é cilíndrico-ogival e do tipo encamisado. Seu poder é comparável ao da Browning original de 7,65 mm (.32 ACP). As balas são calibre .330" (8,38 mm) para balas de chumbo fundido ou calibre .329" (8,35 mm) para balas totalmente jaquetadas de metal ("FMJ"). Pode ser recriado para recarga manual usando estojos do .32-20 redimensionados.

## Dimensões

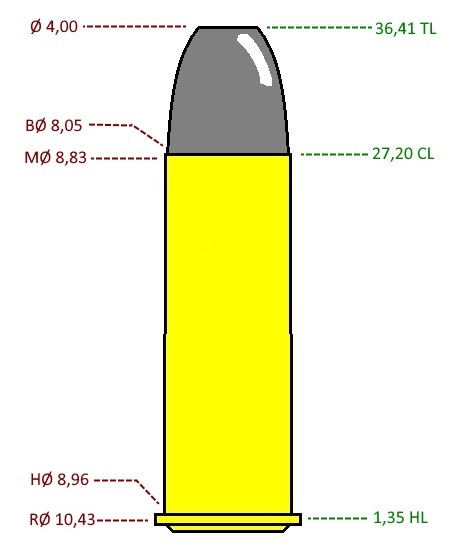
Dimensões do 8×27mmR em mm.

## Sinônimos
- 8,3×27,5mmR Lebel
- 8 mm Lebel Revolver M92
- 8 mm Revolver réglementaire français M.1892
- 8 mm French Revolver M1892
- 8 mm Revolver M.1892